# Fiskhustjärnen (Norra Finnskoga socken, Värmland)
Fiskhustjärnen är en sjö i Torsby kommun i Värmland och ingår i Göta älvs huvudavrinningsområde. Sjön är 7 meter djup, har en yta på 0,114 kvadratkilometer och är belägen 580,3 meter över havet. Sjön avvattnas av vattendraget Havsvallen.

## Delavrinningsområde
Fiskhustjärnen ingår i det delavrinningsområde (676835-132791) som SMHI kallar för Mynnar i Höljessjön. Medelhöjden är 471 meter över havet och ytan är 52,54 kvadratkilometer. Det finns inga avrinningsområden uppströms utan avrinningsområdet är högsta punkten. Havsvallen som avvattnar avrinningsområdet har biflödesordning 2, vilket innebär att vattnet flödar genom totalt 2 vattendrag innan det når havet efter 497 kilometer. Avrinningsområdet består mestadels av skog (83 procent). Avrinningsområdet har 0,18 kvadratkilometer vattenytor vilket ger det en sjöprocent på 0,3 procent.